# Chroodiscus mirificus
Chroodiscus mirificus är en lavart som först beskrevs av August von Krempelhuber och som fick sitt nu gällande namn av Rolf Santesson 1952. 
Chroodiscus mirificus ingår i släktet Chroodiscus och familjen Thelotremataceae. Inga underarter finns listade i Catalogue of Life.